# كلاريفيت
كلاريفيت Clarivate Plc هي شركة تحليلات بريطانية أمريكية متداولة علنًا تدير مجموعة من الخدمات القائمة على الاشتراك ، في مجالات القياسات الببليومترية والقياسات العلمية ؛ معلومات الأعمال / السوق ، والتنميط التنافسي للصيدلة والتكنولوجيا الحيوية ، وبراءات الاختراع ، والامتثال التنظيمي ؛ حماية العلامات التجارية ، وحماية المجال والعلامة التجارية .  في الأكاديمية والمجتمع العلمي، تُعرف كلاريفيت بأنها الشركة التي تحسب عامل التأثير ،  باستخدام بيانات من مجموعة منتجات شبكات العلوم الخاصة بها، والتي تتضمن أيضًا خدمات/تطبيقات مثل بوبلونز و إندنوت و إندنوت كليك و سكولار وان. عائلات منتجاتها الأخرى هي كورتليس، دي أر جي، وسي بي أيه جلوبال، وديروينت، و ماركمونيتور ، كومبيومارك، دارتس-أي بي،  وأيضًا منتجات وخدمات بروكويست المتنوعة.
تأسست شركة كلاريفيت في عام 2016، بعد استحواذ شركة ونيكس وشركة بارينج برايفت إيكويتي آسيا على شركة تومسون رويترز للملكية الفكرية والأعمال العلمية.  لقد حققت كلاريفيت نموًا سريعًا من خلال العديد من عمليات الاستحواذ: في السنوات الخمس منذ تأسيسها، اشترت كلاريفيت أكثر من اثنتي عشرة شركة في صناعة خدمات المعلومات . على الرغم من إثارة المخاوف بشأن مكافحة الاحتكار ، استحوذت شركة كلاريفيت في بعض الحالات على شركات كانت منافسة مباشرة لبعضها البعض. ولعل أبرز مثال على ذلك هو شراء شركة بروكويست مقابل 5.3 مليار دولار في ديسمبر 2021، والتي كانت منافسة لـ ويب أف ساينس (المملوكة لشركة كلاريفيت منذ عام 2017).